# Götz Schubert

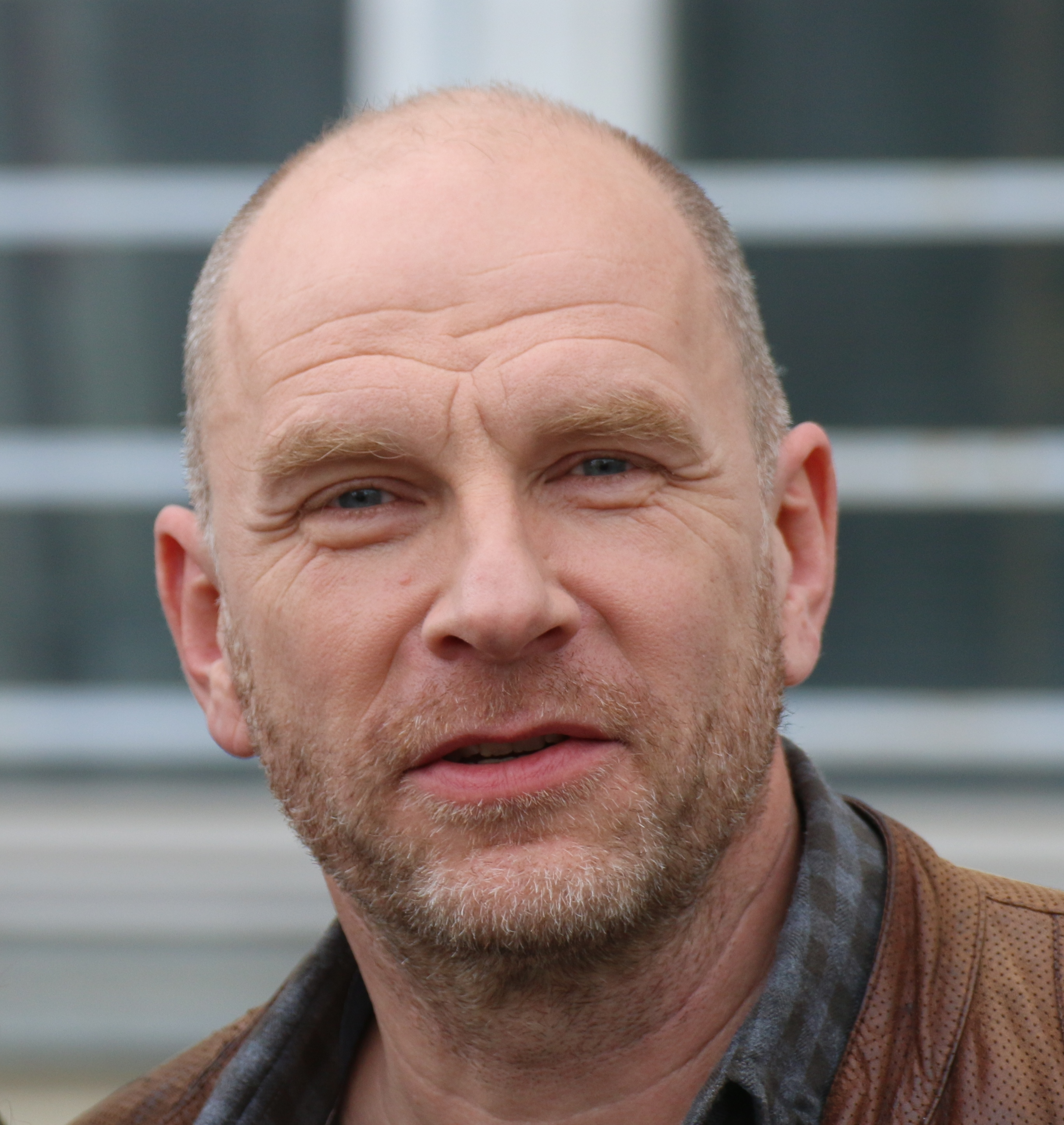
Götz Schubert, 2016

Götz Schubert (* 13. Februar 1963 in Pirna, Bezirk Dresden) ist ein deutscher Schauspieler und Hörbuch- sowie Hörspielsprecher. Seinen Durchbruch hatte er 1989 als Informatikstudent Frank Lettau in der Filmsatire Zwei schräge Vögel. Einem breiten Publikum ist er als Görlitzer Kommissar Burkhard „Butsch“ Schulz in der ARD-Krimireihe Wolfsland bekannt. Seit 1989 stand er in über 150 Film- und Fernsehproduktionen vor der Kamera und wirkte in etlichen Theaterinszenierungen mit. 

## Leben

### Familie und Privates
Götz Schubert wurde in Pirna als Sohn einer Lithografin und eines Grafikers geboren. Der Vater war begeisterter Hobbyfilmer und drehte häufig Geschichten mit seinen beiden Söhnen als Hauptdarstellern. Sein drei Jahre älterer Bruder Veit Schubert (* 1960) ist ebenfalls Schauspieler.
Schubert ist Botschafter der Deutschen Palliativ- und Hospizstiftung. Er ist seit 1990 mit der Schauspielerin Simone Witte, die vor allem am Atze Musiktheater spielt, verheiratet und hat mit ihr einen Sohn und eine Tochter. Die Familie lebt in der Nähe von Potsdam und Bestensee.

### Ausbildung und Theater
Nach dem Abitur 1981 in Pirna und seinem Grundwehrdienst bei der NVA arbeitete Schubert zunächst als Beleuchter am Theater der Jungen Generation Dresden. Er wurde von 1984 bis 1987 an der Berliner Schauspielschule Ernst Busch zum Schauspieler ausgebildet. Bereits während seiner Ausbildung erhielt er für seine Theaterarbeiten die Erich-Weinert-Medaille, den Kunstpreis der FDJ. Nach dem Abschluss folgten Engagements am Deutschen Theater und am Maxim-Gorki-Theater in Berlin. Er arbeitete in dieser Zeit mit den Regisseuren Jürgen Gosch, Thomas Langhoff und Alexander Lang zusammen. 1995 gehörte er dem Ensemble der Kirschgarten-Produktion von Peter Stein für die Salzburger Festspiele an.
In den Jahren 2002, 2003 (Wiederaufnahme) und 2005 spielte Schubert den Siegfried bei den Nibelungenfestspielen in Worms. 2011 war er als August der Starke bei den ersten Zwingerfestspielen in Dresden zu sehen. Seit der Spielzeit 2013/14 ist er Teil des Ensembles des Deutschen Schauspielhauses in Hamburg. Bei den 70. Bad Hersfelder Festspielen 2021 übernahm er die Rolle des Lehrers John Keating in der deutschen Erstaufführung der Bühnenfassung des Filmklassikers Der Club der toten Dichter. Seit 2024 spielt Schubert an der Volksoper Wien in dem von Jan Philipp Gloger inszenierten Singspiel Im weißen Rößl die Rolle des Berliner Fabrikanten Wilhelm Gisecke. Im Januar 2025 wurde die Rolle krankheitsbedingt von Matthias Matschke übernommen.

### Film, Fernsehen und Hörspiel
Während seiner Studienzeit gab Götz Schubert als Untersekretär sein Filmdebüt in Carl-Hermann Risses Fernsehfilm Der Vogelkopp (1986). Ein Jahr später war er in dem Spielfilm Die Alleinseglerin von Herrmann Zschoche erstmals auf der Kinoleinwand zu sehen. Seine erste große Hauptrolle hatte er 1988 in Rainer Bärs Der Geisterseher, wo er in dem auf dem gleichnamigen Romanfragment von Friedrich Schiller basierenden Filmdrama in einer Doppelrolle den Prinzen und dessen Bruder verkörperte. Der endgültige Durchbruch als Film- und Fernsehschauspieler gelang Schubert 1989 als Informatikstudent Frank Lettau in der Filmsatire Zwei schräge Vögel, in der er gemeinsam mit Matthias Wien in der Titelrolle agierte. Nach der Wende und friedlichen Revolution in der DDR war Schubert weiterhin gefragt und wurde in einer Vielzahl an Film- und Fernsehproduktionen besetzt. Er spielte unter anderem in Peter Timms Kinofilm Der Zimmerspringbrunnen (2001), basierend auf dem gleichnamigen Roman von Jens Sparschuh, die Hauptrolle des arbeitslosen Hinrich Lobek und einen SS-Führer in Dennis Gansels vielfach preisgekrönten Drama Napola – Elite für den Führer (2004). 2013 war er als Oberfeldarzt Dr. Jahn in dem dreiteiligen Historienfilm Unsere Mütter, unsere Väter des ZDF zu sehen. Wiederholt arbeitete er zudem mit dem Regisseur Lars Kraume zusammen, der ihn etwa als Dr. Rüther in Die kommenden Tage (2010) und in Der Staat gegen Fritz Bauer (2015) als Jurist und SPD-Politiker Georg-August Zinn besetzte. Weitere Zusammenarbeiten hatte er mit renommierten Regisseuren wie Matti Geschonneck für dessen Melodram Liebe nach dem Tod (2005), Dieter Wedel für seinen Zweiteiler Papa und Mama (2006) und Tim Trageser für dessen Drama Racheengel – Ein eiskalter Plan. Auch in Kinder- und Jugendproduktionen wirkte Schubert mit, so spielte er 2001 den Pförtner in Ben Verbongs Das Sams.
Neben seiner Mitwirkung in zahlreichen Kino- und Fernsehfilmen übernimmt Schubert seit 1989 regelmäßig Gastrollen in zahlreichen Fernsehserien und -reihen, u. a. in Polizeiruf 110, Tatort, Liebling Kreuzberg, Die Männer vom K3, Doppelter Einsatz, Ein starkes Team, Wolffs Revier, Der letzte Zeuge und Bella Block.

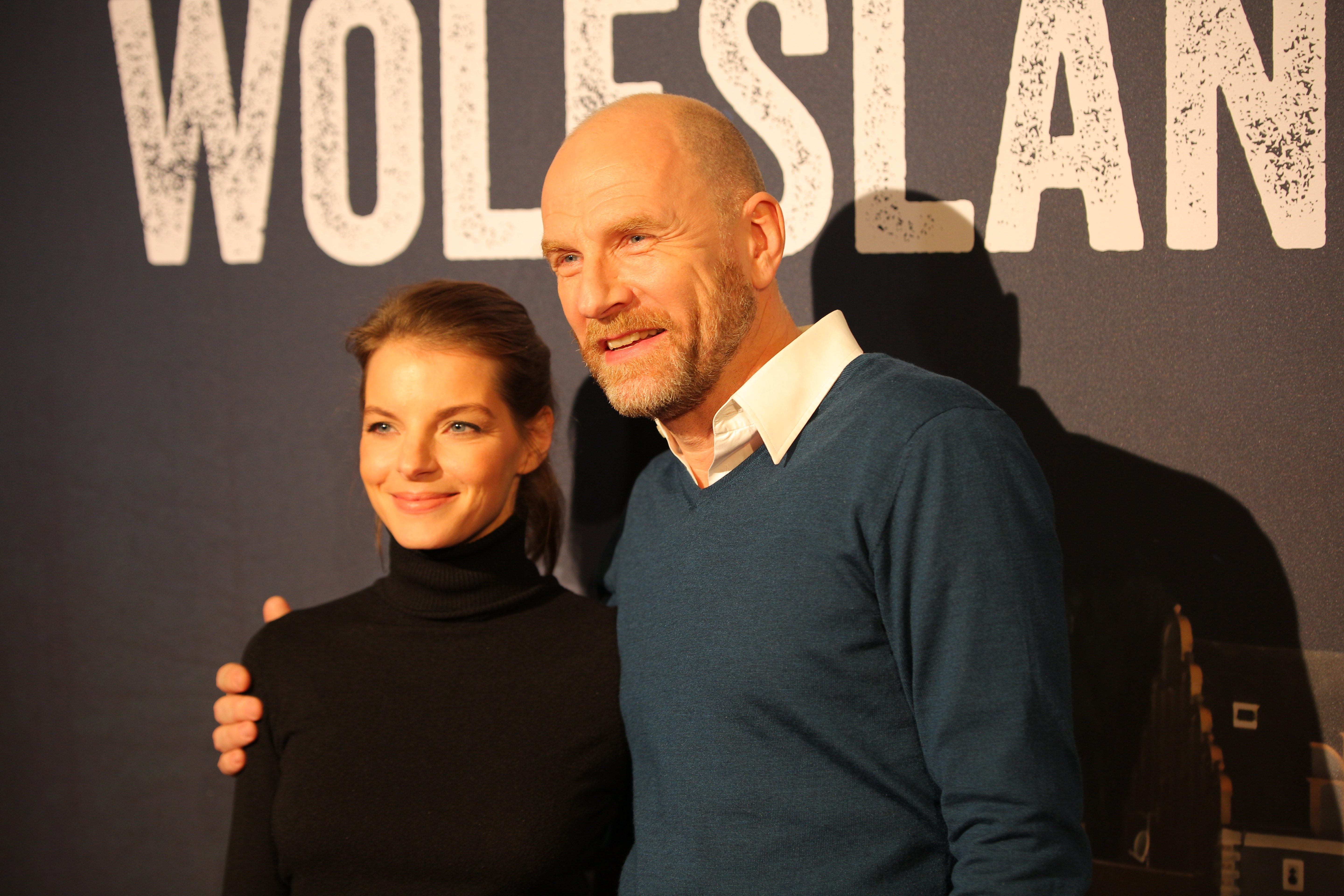
Götz Schubert zusammen mit Yvonne Catterfeld bei der Premiere des ersten Films der Krimireihe Wolfsland, 2016

Er spielt auch mehrere feste und wiederkehrende Rollen in Film- und Fernsehreihen. Von 2007 bis 2009 spielte er den Dienstgruppenleiter Kriminalhauptkommissar Helmut Enders in der mehrfach ausgezeichneten ZDF-Serie KDD – Kriminaldauerdienst. In der vierteiligen österreichisch-deutschen ZDF-Krimireihe Inspektor Jury war er von 2014 bis 2018 als privatdetektivisch veranlagter adeliger Melrose Plant zu sehen. In der ARD-Krimireihe Wolfsland, die seit Dezember 2016 ausgestrahlt wird, übernimmt Schubert an der Seite von Yvonne Catterfeld die Hauptrolle des Görlitzer Kommissars Burkhard „Butsch“ Schulz. 2020 spielte er in der sechsteiligen deutschen Miniserie Die verlorene Tochter des Regisseurs Kai Wessel die Rolle des ermittelnden Kommissars Peter Wolff. Seit Januar 2022 gehört er zusammen mit Caroline Peters und Natalia Belitski als Staatsanwalt Hans Gaup zur Stammbesetzung der ZDF-Krimireihe Kolleginnen. Von 2022 bis 2023 spielte er neben Tanja Wedhorn den Schuldirektor Henrik Schattauer, der sich schließlich in seine angestellte Lehrerin Fritzie Kühne verliebt. In der Ende 2023 in der ARD Mediathek veröffentlichten Serie Haus aus Glas übernahm er an der Seite von Juliane Köhler, Merlin Rose, Stefanie Reinsperger, Morgane Ferru und Sarah Mahita als eines der Familienmitglieder die Hauptrolle als Richard Schwarz, der Leiter der familiären Gießerei.
Schubert betätigt sich auch als Hörbuch- sowie Hörspielsprecher, u. a. wirkte er bei Thomas Brussigs Wie es leuchtet (2005) und Albert Camus’ Die Pest (2009) mit.

## Filmografie

### Kino
- 1987: Die Alleinseglerin
- 1988: In einem Atem
- 1989: Zwei schräge Vögel
- 1989: Die Besteigung des Chimborazo
- 2000: Zoom
- 2000: Anna Wunder
- 2001: Das Sams
- 2001: Der Zimmerspringbrunnen
- 2003: Eierdiebe
- 2004: Napola – Elite für den Führer
- 2008: Die Entdeckung der Currywurst
- 2008: Und Jimmy ging zum Regenbogen
- 2010: Die kommenden Tage
- 2011: Tage die bleiben
- 2014: Miss Sixty
- 2015: Der Staat gegen Fritz Bauer
- 2018: Das schweigende Klassenzimmer
- 2019: Brecht
- 2019: Zwischen uns die Mauer

### Fernsehfilme
- 1986: Der Vogelkopp
- 1988: Der Geisterseher
- 1991: Ende der Unschuld
- 1991: Die kriegerischen Abenteuer eines Friedfertigen
- 1992: Lenz
- 1997: Der Hauptmann von Köpenick
- 1997: Falsche Liebe
- 1998: Hundert Jahre Brecht
- 1999: Die Handschrift des Mörders
- 2004: Die Ärztin
- 2004: Zwei Wochen für uns
- 2004: Der Job seines Lebens 2 – Wieder im Amt
- 2005: Liebe nach dem Tod
- 2006: Papa und Mama (Zweiteiler)
- 2006: Neger, Neger, Schornsteinfeger!
- 2007: Die Frau vom Checkpoint Charlie
- 2008: Der Mann an ihrer Seite
- 2008: Das Glück am Horizont
- 2010: Ein Fall für Fingerhut
- 2010: Kongo
- 2010: Solange du schliefst
- 2010: Ihr mich auch
- 2010: Glückstreffer – Anne und der Boxer
- 2010: Racheengel – Ein eiskalter Plan
- 2011: Kehrtwende
- 2011: Familie für Fortgeschrittene
- 2012: Der Turm (Zweiteiler)
- 2012: Mutter muss weg
- 2012: Mensch Mama!
- 2013: Der große Schwindel
- 2013: Als meine Frau mein Chef wurde …
- 2013: Unsere Mütter, unsere Väter (Dreiteiler)
- 2013: Nichts mehr wie vorher
- 2013: Beste Freundinnen
- 2014: Der Prediger
- 2014: Weiter als der Ozean
- 2014: Die Fahnderin
- 2014: Sein gutes Recht
- 2015: Meine Tochter Anne Frank
- 2016: Der Chef ist tot
- 2017: Honigfrauen (Dreiteiler)
- 2020: Gott von Ferdinand von Schirach
- 2021: Sprachlos in Irland
- 2022: Klima retten für Anfänger

### Fernsehserien und -reihen
- 1989: Polizeiruf 110: Der Wahrheit verpflichtet
- 1993: Tatort: Um Haus und Hof
- 1994: Liebling Kreuzberg (5 Folgen)
- 1995: Frauenarzt Dr. Markus Merthin (5 Folgen)
- 1995: Die Männer vom K3 (Folge Geschäft mit dem Tod)
- 1995: Doppelter Einsatz (Folge Der unbekannte Feind)
- 1995: Polizeiruf 110: Im Netz
- 1997: Ein starkes Team: Mordlust
- 1998: Tatort: Ein Hauch von Hollywood
- 1998–2006: Wolffs Revier (verschiedene Rollen, 3 Folgen)
- 1999: Stubbe – Von Fall zu Fall: Kein Tod ist wie der andere
- 1999: Tatort: Dagoberts Enkel
- 2000: Die Straßen von Berlin (Folge Abraxos)
- 2000, 2006: Der letzte Zeuge (verschiedene Rollen, 2 Folgen)
- 2001: Tatort: Trübe Wasser
- 2003: Bella Block: Tödliche Nähe (Fernsehreihe)
- 2003: Tatort: Väter
- 2004: Das Traumschiff: Samoa
- 2004: Solo für Schwarz: Tod im See
- 2004: Polizeiruf 110: Das Zeichen
- 2005: Im Namen des Gesetzes (Folge Aus dem Leben gerissen)
- 2005: Tatort: Todesbrücke
- 2005: Tatort: Ohne Beweise
- 2006: Doppelter Einsatz (Folge Ein mörderischer Spaß)
- 2006: Das Duo: Man lebt nur zweimal
- 2006: Unsere Zehn Gebote
- 2006, 2011: Alarm für Cobra 11 – Die Autobahnpolizei (verschiedene Rollen, 2 Folgen)
- 2007: Stubbe – Von Fall zu Fall: Bittere Wahrheiten
- 2007–2010: KDD – Kriminaldauerdienst (28 Folgen)
- 2008: Marie Brand und die tödliche Gier
- 2008: Ein starkes Team: Freundinnen
- 2008: Tatort: Der frühe Abschied
- 2008–2011: Alles was Recht ist (verschiedene Rollen, 3 Folgen)
- 2008–2011: Wilsberg
  - 2008: Interne Affären
  - 2010: Gefahr im Verzug
  - 2011: Frischfleisch
- 2008: Ein Fall für zwei (Folge Eine fatale Entscheidung)
- 2008–2014: Küstenwache (verschiedene Rollen, 3 Folgen)
- 2009, 2013: Notruf Hafenkante (verschiedene Rollen, 2 Folgen)
- 2009, 2013: Der Alte (verschiedene Rollen, 2 Folgen)
- 2010, 2014: SOKO Köln (verschiedene Rollen, 2 Folgen)
- 2011: Der letzte Bulle (Folge Die Nackttanker von Huttrop)
- 2011: Frühling: Für immer Frühling
- 2011: Der Staatsanwalt (Folge Käufliche Liebe)
- 2012: Die Chefin (Folge Entscheidung)
- 2012: Flemming (8 Folgen)
- 2013: SOKO Leipzig (Folge Das zweite Leben)
- 2013: Bella Block: Hundskinder
- 2013: Morden im Norden (Folge Auge um Auge)
- 2013: Ein starkes Team: Die Frau des Freundes
- 2013: Polizeiruf 110: Wolfsland
- 2013: Tatort: Kaltblütig
- 2014–2018: Inspektor Jury
  - 2014: Der Tote im Pub
  - 2015: Mord im Nebel
  - 2017: Inspektor Jury spielt Katz und Maus
  - 2018: Der Tod des Harlekins
- 2014: Letzte Spur Berlin (Folge Schattenengel)
- 2015: Männer! – Alles auf Anfang (4 Folgen)
- 2015: Inga Lindström: Die zweite Chance
- 2016–2017: Dengler
  - 2016: Am zwölften Tag
  - 2017: Die schützende Hand
- seit 2016: Wolfsland (Fernsehreihe) → siehe Besetzung
- 2017: Der Kriminalist (Folge Totentanz)
- 2017: Friesland: Irrfeuer
- 2017: Kommissar Marthaler – Die Sterntaler-Verschwörung
- 2017: Matula
- 2018: Rosamunde Pilcher: Geerbtes Glück
- 2018: Polizeiruf 110: Der Fall Sikorska
- 2019: Der Ranger – Paradies Heimat: Entscheidungen
- 2019: Tatort: Zorn
- 2019: Tatort: Kaputt
- 2020: Die verlorene Tochter (6 Folgen)
- 2020: Katie Fforde: Ein Haus am Meer
- 2020: Tatort: Die Nacht gehört dir
- 2022: Kolleginnen: Das böse Kind
- 2022: Fritzie – Der Himmel muss warten
- 2022: Kolleginnen: Für immer (Fernsehreihe)
- 2024: Haus aus Glas (6 Folgen)
- 2025: Tierärztin Dr. Mertens (2 Folgen)

## Theatrografie (Auswahl)
- 1987: Victor oder Die Kinder an der Macht von Roger Vitrac als Victor am Maxim Gorki Theater (Regie: Rolf Winkelgrund)
- 1990: Mein Kampf von George Tabori als Hitler am Maxim Gorki Theater (Regie: Thomas Langhoff)
- 1991: Ghetto von Joshua Sobol als Kittel am Maxim Gorki Theater (Regie: Carl Hermann Risse)
- 1992: Johan vom Po entdeckt Amerika von Dario Fo als Johan am Maxim Gorki Theater (Regie: Carl Hermann Risse)
- 1992: Der Menschenfeind von Molière als Alceste am Deutschen Theater (Regie: Jürgen Gosch)
- 1993: Amphitryon von Heinrich von Kleist als Jupiter am Deutschen Theater (Regie: Jürgen Gosch)
- 1995: Kriemhilds Rache von Friedrich Hebbel als König Gunther am Deutschen Theater (Regie: Thomas Langhoff)
- 1995: Kirschgarten von Anton Pawlowitsch Tschechow als Jepichodov zu den Salzburger Festspielen (Regie: Peter Stein)
- 1996: Helden wie wir von Thomas Brussig als Klaus Uhltzscht am Deutschen Theater (Regie: Peter Dehler)
- 1996: Torquato Tasso von Johann Wolfgang von Goethe als Tasso am Deutschen Theater (Regie: Alexander Lang)
- 1998: Othello von William Shakespeare als Jago am Deutschen Theater (Regie: Alexander Lang)
- 2000: Don Karlos von Friedrich Schiller als Posa am Deutschen Theater (Regie: Amélie Niermeyer)
- 2001: Edmund Kean von Raymond Fitzsimons als Kean am Maxim Gorki Theater (Regie: Peter Dehler)
- 2002: Die Nibelungen von Moritz Rinke als Siegfried zu den Nibelungenfestspiele Worms (Regie: Dieter Wedel)
- 2004: Zeit im Dunkeln von Henning Mankell als Vater am Maxim Gorki Theater (Regie: Volker Hesse)
- 2004: Endspiel von Samuel Beckett als Clov am Residenztheater München (Regie: Barbara Frey)
- 2005: Die Nibelungen von Friedrich Hebbel als Siegfried zu den Nibelungenfestspiele Worms (Regie: Karin Beier)
- 2006: Der zerbrochne Krug von Heinrich von Kleist als Adam am Maxim Gorki Theater (Regie: Alexander Lang)
- 2006: Totentanz von August Strindberg als Kurt am Berliner Ensemble (Regie: Thomas Langhoff)
- 2007: Die Dreigroschenoper von Bertolt Brecht als Peachum am Maxim Gorki Theater (Regie: Johanna Schall)
- 2008: Die Goldbergvariationen von George Tabori als Goldberg am Berliner Ensemble (Regie: Thomas Langhoff)
- 2009: Der andere Mann von Ottokar Runze an den Hamburger Kammerspiele (Regie: Ottokar Runze)
- 2010: Der einsame Weg von Arthur Schnitzler am Residenztheater München (Regie: Jens-Daniel Herzog)
- 2011: Die Mätresse des Königs als August, der Starke zu den Dresdner Zwingerfestspiele (Regie: Dieter Wedel)
- 2014: Die Ballade vom Fliegenden Holländer als Der Fliegende Holländer am Schauspielhaus Hamburg (Regie: Sebastian Baumgarten)
- 2014: Die Rasenden als Agamemnon, König von Argos am Schauspielhaus Hamburg (Regie: Karin Beier)
- 2015: Ab jetzt von Alan Aykbourn als Jerome, ein Komponist am Schauspielhaus Hamburg (Regie: Karin Beier)
- 2021: Der Club der toten Dichter als Lehrer John Keating in der Bühnenfassung bei den 70. Bad Hersfelder Festspielen (Regie: Joern Hinkel)

## Hörspiele (Auswahl)
- 1986: Franz Fühmann: Ein Sommernachtstraum – Regie: Norbert Speer (Kinderhörspiel – Rundfunk der DDR)
- 1991: Gerhard Zwerenz: Des Meisters Schüler – Regie: Hans Gerd Krogmann (Hörspiel – Sachsen Radio)
- 2009: Johan Theorin: Öland – Regie: Götz Naleppa (Hörspiel – DKultur)
- 2009: Albert Camus: Die Pest – Regie: Frank-Erich Hübner (Hörspiel – WDR /  NDR)

## Hörbücher (Auswahl)
- 2005: Wie es leuchtet von Thomas Brussig (Produktion: Roof Music)
- 2008: Verschwunden von Silvia Bovenschen (Produktion: Roof Music)
- 2008: Gewöhnliche Leute von Werner Bräunig (Produktion: Der Audio Verlag)
- 2009: Der Lavagänger von Reinhard Stöckel (Produktion: Der Audio Verlag)
- 2011: Die Pest von Albert Camus (Produktion: Der Audio Verlag)
- 2011: Plan D von Simon Urban (Produktion: Random House Audio)
- 2012: Hinterher weiß man immer mehr – Ein Live-Abend mit Jasmin Tabatabai und Götz Schubert (Produktion: Random House Audio)

## Auszeichnungen
- 1986: Erich-Weinert-Medaille, Kunstpreis der FDJ
- 1988: Kritikerpreis der Berliner Zeitung
- 1990: Kritikerpreis der Berliner Zeitung
- 1990: Theater-heute-Preis als Bester Nachwuchsschauspieler des Jahres
- 1996: Theater heute-Preis Vizeschauspieler des Jahres
- 2007: Deutscher Fernsehpreis für das Ensemble KDD-Kriminaldauerdienst
- 2008: Adolf-Grimme-Preis für das Ensemble KDD-Kriminaldauerdienst
- 2011: Lobende Erwähnung der Max-Ophüls-Jury
- 2012: Publikums-Bambi 2012 für Der Turm
- 2021: Großer Hersfeldpreis sowie Zuschauerpreis für seine Rolle als John Keating in Der Club der toten Dichter[14]
- 2023: Askania Award in der Kategorie Bester Schauspieler